# (9057) 1992 HA5
A (9057) 1992 HA5 a Naprendszer kisbolygóövében található aszteroida. Henri Debehogne fedezte fel 1992. április 24-én.